# Opération de la voie ferrée Tianjin-Pukou
Seconde guerre sino-japonaise
L'opération de la voie ferrée Tianjin-Pukou (津浦線作戦) se déroule d'août à novembre 1937 durant la seconde guerre sino-japonaise et après la bataille de Pékin-Tianjin. L'armée impériale japonaise réussit à avancer vers le Sud en suivant la voie ferrée Tianjin–Pukou (en) en direction du fleuve Jaune.

## Sources
- (en) Cet article est partiellement ou en totalité issu de l’article de Wikipédia en anglais intitulé « Tianjin–Pukou Railway Operation » (voir la liste des auteurs).